# Seznam živalskih vrst iz debla Acanthocephala
V deblu Acanthocephala je okoli 1440 različnih živalskih vrst, od tega jih je 1438 prestavljeno v spodnjem seznamu. Izumrle živali so natisnjeno ležeče.
Živali so v seznamu razporejene po abecedi ter po evolucijskem drevesu:
- razred
  - red
    - družina
      - rod
        - vrsta
          - podvrsta

## Seznam živali v debluAcanthocephala
- Archiacanthocephala
  - Apororhynchida
    - Apororhynchidae
      - Apororhynchus
        - Apororhynchus aculeatus
        - Apororhynchus amphistomi
        - Apororhynchus chauhani
        - Apororhynchus hemignathi
        - Apororhynchus paulonucleatus
        - Apororhynchus silesiacus

  - Gigantorhynchida
    - Giganthorhynchidae
      - Gigantorhynchus
        - Gigantorhynchus echinodiscus
        - Gigantorhynchus lopezneyrai
        - Gigantorhynchus lutzi
        - Gigantorhynchus ortizi
        - Gigantorhynchus pasteri
        - Gigantorhynchus ungriai

      - Mediorhynchus
        - Mediorhynchus africanus
        - Mediorhynchus cambellensis
        - Mediorhynchus centurorum
        - Mediorhynchus channapettae
        - Mediorhynchus cisticolae
        - Mediorhynchus colluricinclae
        - Mediorhynchus conirostris
        - Mediorhynchus corcoracis
        - Mediorhynchus edmondsi
        - Mediorhynchus emberizae
        - Mediorhynchus empodius
        - Mediorhynchus fatimaae
        - Mediorhynchus gallinarum
        - Mediorhynchus gibsoni
        - Mediorhynchus giganteus
        - Mediorhynchus grandis
        - Mediorhynchus indicus
        - Mediorhynchus kuntzi
        - Mediorhynchus lanius
        - Mediorhynchus lagodekhiensis
        - Mediorhynchus leptis
        - Mediorhynchus lophurae
        - Mediorhynchus mariae
        - Mediorhynchus mattei
        - Mediorhynchus meiringi
        - Mediorhynchus micranthus
        - Mediorhynchus mirabilis
        - Mediorhynchus mokgalongi
        - Mediorhynchus muritensis
        - Mediorhynchus nickoli
        - Mediorhynchus numidae
        - Mediorhynchus orientalis
        - Mediorhynchus oswaldocruzi
        - Mediorhynchus otidis
        - Mediorhynchus pandei
        - Mediorhynchus papillosus
        - Mediorhynchus passerus
        - Mediorhynchus pauciuncinatus
        - Mediorhynchus peckeri
        - Mediorhynchus peruensis
        - Mediorhynchus petrochenkoi
        - Mediorhynchus pintoi
        - Mediorhynchus quilonensis
        - Mediorhynchus rajasthanensis
        - Mediorhynchus robustus
        - Mediorhynchus rodensis
        - Mediorhynchus sipocotensis
        - Mediorhynchus spinaepaucitas
        - Mediorhynchus taeniatus
        - Mediorhynchus tanagrae
        - Mediorhynchus tenuis
        - Mediorhynchus textori
        - Mediorhynchus thrushi
        - Mediorhynchus turdi
        - Mediorhynchus turnixena
        - Mediorhynchus vaginatus
        - Mediorhynchus vancleavei
        - Mediorhynchus wardi
        - Mediorhynchus zosteropis

  - Moniliformida
    - Moniliformidae
      - Australiformis
        - Australiformis semoni

      - Moniliformis
        - Moniliformis acomysi
        - Moniliformis aegyptiacus
        - Moniliformis amini
        - Moniliformis cestodiformis
        - Moniliformis clarki
        - Moniliformis convolutus
        - Moniliformis cryptosaudi
        - Moniliformis echinosorexi
        - Moniliformis gracilis
        - Moniliformis kalahariensis
        - Moniliformis moniliformis
        - Moniliformis monoechinus
        - Moniliformis necromysi
        - Moniliformis saudi
        - Moniliformis siciliensis
        - Moniliformis spiralis
        - Moniliformis tarsii
        - Moniliformis travassosi

      - Promoniliformis
        - Promoniliformis ovocristatus

  - Oligacanthorhynchida
    - Oligacanthorhynchidae
      - Cucullanorhynchus
        - Cucullanorhynchus constrictruncatus

      - Heptamegacanthus
        - Heptamegacanthus niekerki

      - Macracanthorhynchus
        - Macracanthorhynchus catulinus
        - Macracanthorhynchus erinacei
        - Macracanthorhynchus hirudinaceus
        - Macracanthorhynchus ingens

      - Multisentis
        - Multisentis myrmecobius

      - Neoncicola
        - Neoncicola artibei
        - Neoncicola avicola
        - Neoncicola bursata
        - Neoncicola curvata
        - Neoncicola novellae
        - Neoncicola pintoi
        - Neoncicola potosi
        - Neoncicola sinensis
        - Neoncicola skrjabini

      - Nephridiacanthus
        - Nephridiacanthus gerberi
        - Nephridiacanthus kamerunensis
        - Nephridiacanthus longissimus
        - Nephridiacanthus major
        - Nephridiacanthus manisensis
        - Nephridiacanthus maroccanus
        - Nephridiacanthus palawanensis
        - Nephridiacanthus thapari

      - Oligacanthorhynchus
        - Oligacanthorhynchus aenigma
        - Oligacanthorhynchus atratus
        - Oligacanthorhynchus bangalorensis
        - Oligacanthorhynchus carinii
        - Oligacanthorhynchus cati
        - Oligacanthorhynchus circumplexus
        - Oligacanthorhynchus citilli
        - Oligacanthorhynchus compressus
        - Oligacanthorhynchus decrescens
        - Oligacanthorhynchus erinacei
        - Oligacanthorhynchus hamatus
        - Oligacanthorhynchus iheringi
        - Oligacanthorhynchus indicus
        - Oligacanthorhynchus kamerunensis
        - Oligacanthorhynchus kamtschaticus
        - Oligacanthorhynchus lagenaeformis
        - Oligacanthorhynchus lamasi
        - Oligacanthorhynchus lerouxi
        - Oligacanthorhynchus major
        - Oligacanthorhynchus manifestus
        - Oligacanthorhynchus mariemily
        - Oligacanthorhynchus microcephala
        - Oligacanthorhynchus minor
        - Oligacanthorhynchus oligacanthus
        - Oligacanthorhynchus oti
        - Oligacanthorhynchus pardalis
        - Oligacanthorhynchus ricinoides
        - Oligacanthorhynchus shillongensis
        - Oligacanthorhynchus spira
        - Oligacanthorhynchus taenioides
        - Oligacanthorhynchus thumbi
        - Oligacanthorhynchus tortuosa
        - Oligacanthorhynchus tumidus

      - Oncicola
        - Oncicola campanulata
        - Oncicola canis
        - Oncicola chibigouzouensis
        - Oncicola confusa
        - Oncicola dimorpha
        - Oncicola freitasi
        - Oncicola gigas
        - Oncicola justatesticularis
        - Oncicola luehei
        - Oncicola machadoi
        - Oncicola macrurae
        - Oncicola magalhaesi
        - Oncicola malayanus
        - Oncicola martini
        - Oncicola michaelseni
        - Oncicola micracantha
        - Oncicola oncicola
        - Oncicola paracampanulata'
        - Oncicola pomatostomi
        - Oncicola schacheri
        - Oncicola signoides
        - Oncicola spirula
        - Oncicola travassosi
        - Oncicola venezuelensis

      - Pachysentis
        - Pachysentis angolensis
        - Pachysentis canicola
        - Pachysentis dollfusi
        - Pachysentis ehrenbergi
        - Pachysentis gethi
        - Pachysentis lenti
        - Pachysentis procumbens
        - Pachysentis procyonis
        - Pachysentis rugosus
        - Pachysentis septemserialis

      - Paraprosthenorchis
        - Paraprosthenorchis ornatus

      - Prosthenorchis
        - Prosthenorchis elegans
        - Prosthenorchis fraterna
        - Prosthenorchis lemuri
        - Prosthenorchis sinicus

      - Tchadorhynchus
        - Tchadorhynchus quentini
- Eocanthocephala
  - Gyracanthocephala
    - Quadrigyridae
      - Acanthodelta
        - Acanthodelta scorzai

      - Acanthogyrus
        - Acanthogyrus acanthogyrus
        - Acanthogyrus acanthuri
        - Acanthogyrus adriaticus
        - Acanthogyrus alternatspinus
        - Acanthogyrus anguillae
        - Acanthogyrus antespinus
        - Acanthogyrus arii
        - Acanthogyrus bacailai
        - Acanthogyrus barmeshoori
        - Acanthogyrus betwai
        - Acanthogyrus bilaspurensis
        - Acanthogyrus cameroni
        - Acanthogyrus cheni
        - Acanthogyrus dattai
        - Acanthogyrus giuris
        - Acanthogyrus gobindi
        - Acanthogyrus golvani
        - Acanthogyrus heterospinus
        - Acanthogyrus holospinus
        - Acanthogyrus indicus
        - Acanthogyrus intermedius
        - Acanthogyrus lizae
        - Acanthogyrus malawiensis
        - Acanthogyrus maroccanus
        - Acanthogyrus multispinus
        - Acanthogyrus nigeriensis
        - Acanthogyrus papilo
        - Acanthogyrus parareceptaclis
        - Acanthogyrus partispinus
        - Acanthogyrus paucispinus
        - Acanthogyrus periophthalmi
        - Acanthogyrus phillipi
        - Acanthogyrus putitorae
        - Acanthogyrus scomberomori
        - Acanthogyrus seenghalae
        - Acanthogyrus shashiensis
        - Acanthogyrus shuklai
        - Acanthogyrus siamensis
        - Acanthogyrus similis
        - Acanthogyrus sircari
        - Acanthogyrus thapari
        - Acanthogyrus tilapiae
        - Acanthogyrus tripathi
        - Acanthogyrus vancleavei
        - Acanthogyrus vittatusi

      - Machadosentis
        - Machadosentis travassosi

      - Palliolisentis
        - Pallisentis allahabadii
        - Pallisentis basiri
        - Pallisentis cavasii
        - Pallisentis celatus
        - Pallisentis channai
        - Pallisentis cholodkowskyi
        - Pallisentis chongqingensis
        - Pallisentis clupei
        - Pallisentis colisai
        - Pallisentis croftoni
        - Pallisentis fasciati
        - Pallisentis fotedari
        - Pallisentis gaboes
        - Pallisentis garuai
        - Pallisentis gomtii
        - Pallisentis guntei
        - Pallisentis guptai
        - Pallisentis indica
        - Pallisentis jagani
        - Pallisentis kalriai
        - Pallisentis magnum
        - Pallisentis mehrai
        - Pallisentis nagpurensis
        - Pallisentis nandai
        - Pallisentis ophiocephali
        - Palliolisentis ornatus
        - Pallisentis pesteri
        - Palliolisentis polyonca
        - Palliolisentis quinqueungulis
        - Pallisentis rexus
        - Pallisentis sindensis
        - Pallisentis singaporensis
        - Pallisentis umbellatus
        - Pallisentis ussuriensis
        - Pallisentis vietnamensis
        - Pallisentis vinodai

      - Pararaosentis
        - Pararaosentis golvani

      - Quadrigyrus
        - Quadrigyrus brasiliensis
        - Quadrigyrus chinensis
        - Quadrigyrus guptai
        - Quadrigyrus machadoi
        - Quadrigyrus nickoli
        - Quadrigyrus polyspinosus
        - Quadrigyrus rhodei
        - Quadrigyrus simhai
        - Quadrigyrus torquatus

      - Raosentis
        - Raosentis dattai
        - Raosentis godavarensis
        - Raosentis ivaniosi
        - Raosentis podderi
        - Raosentis thapari

      - Triaspiron
        - Triaspiron aphanii

  - Neoechinorhynchida
    - Dendronucleatidae
      - Dendronucleata
        - Dendronucleata americana
        - Dendronucleata dogieli
        - Dendronucleata petruschewskii

    - Neoechinorhynchidae
      - Mayarhynchus
        - Mayarhynchus karlae

      - Atactorhynchus
        - Atactorhynchus duranguensis
        - Atactorhynchus verecundus

      - Dispiron
        - Dispiron catlai
        - Dispiron heteroacanthus
        - Dispiron mugili

      - Eocollis
        - Eocollis arcanus
        - Eocollis catostomi
        - Eocollis harengulae

      - Floridosentis
        - Floridosentis mugilis
        - Floridosentis pacifica

      - Gorytocephalus
        - Gorytocephalus elongorchis
        - Gorytocephalus plecostomorum
        - Gorytocephalus spectabilis
        - Gorytocephalus talaensis

      - Gracilisentis
        - Gracilisentis gracilisentis
        - Gracilisentis mugilis
        - Gracilisentis sharmai
        - Gracilisentis variabilis

      - Hexaspiron
        - Hexaspiron nigericum
        - Hexaspiron spinibarbi

      - Microsentis
        - Microsentis wardae

      - Neoechinorhynchus
        - Neoechinorhynchus acanthuri
        - Neoechinorhynchus afghanus
        - Neoechinorhynchus africanus
        - Neoechinorhynchus agilis
        - Neoechinorhynchus aldrichettae
        - Neoechinorhynchus ampullata
        - Neoechinorhynchus anguillum
        - Neoechinorhynchus argentatus
        - Neoechinorhynchus armenicus
        - Neoechinorhynchus ascus
        - Neoechinorhynchus australis
        - Neoechinorhynchus bangoni
        - Neoechinorhynchus brayi
        - Neoechinorhynchus brentnickoli
        - Neoechinorhynchus buttnerae
        - Neoechinorhynchus carassii
        - Neoechinorhynchus carinatus
        - Neoechinorhynchus carpiodi
        - Neoechinorhynchus chelonos
        - Neoechinorhynchus chilkaense
        - Neoechinorhynchus chimalapasensis
        - Neoechinorhynchus chrysemydis
        - Neoechinorhynchus cirrhinae
        - Neoechinorhynchus coiliae
        - Neoechinorhynchus crassus
        - Neoechinorhynchus cristatus
        - Neoechinorhynchus curemai
        - Neoechinorhynchus cyanophyctis
        - Neoechinorhynchus cylindratus
        - Neoechinorhynchus dattai
        - Neoechinorhynchus devdevi
        - Neoechinorhynchus didelphis
        - Neoechinorhynchus dimorphospinus
        - Neoechinorhynchus distractus
        - Neoechinorhynchus dorsovaginatus
        - Neoechinorhynchus doryphorus
        - Neoechinorhynchus edmondsi
        - Neoechinorhynchus emydis
        - Neoechinorhynchus emyditoides
        - Neoechinorhynchus formosanus
        - Neoechinorhynchus gibsoni
        - Neoechinorhynchus glyptosternumi
        - Neoechinorhynchus golvani
        - Neoechinorhynchus hartwichi
        - Neoechinorhynchus hutchinsoni
        - Neoechinorhynchus ichthyobori
        - Neoechinorhynchus idahoensis
        - Neoechinorhynchus indicus
        - Neoechinorhynchus iraqensis
        - Neoechinorhynchus johnii
        - Neoechinorhynchus kallarensis
        - Neoechinorhynchus karachiensis
        - Neoechinorhynchus limi
        - Neoechinorhynchus lingulatus
        - Neoechinorhynchus logilemniscus
        - Neoechinorhynchus macronucleatus
        - Neoechinorhynchus magnapapillatus
        - Neoechinorhynchus magnus
        - Neoechinorhynchus mamesi
        - Neoechinorhynchus manasbalensis
        - Neoechinorhynchus manubrianus
        - Neoechinorhynchus mexicoensis
        - Neoechinorhynchus moleri
        - Neoechinorhynchus nawazi
        - Neoechinorhynchus nematalosi
        - Neoechinorhynchus nickoli
        - Neoechinorhynchus nigeriensis
        - Neoechinorhynchus ningalooensis
        - Neoechinorhynchus notemigoni
        - Neoechinorhynchus octonucleatus
        - Neoechinorhynchus oreini
        - Neoechinorhynchus ovalis
        - Neoechinorhynchus panucensis
        - Neoechinorhynchus paraguayensis
        - Neoechinorhynchus personatus
        - Neoechinorhynchus pimelodi
        - Neoechinorhynchus plagiognathoptis
        - Neoechinorhynchus plaquensis
        - Neoechinorhynchus prochilodorum
        - Neoechinorhynchus prolixoides
        - Neoechinorhynchus prolixus
        - Neoechinorhynchus pseudemydis
        - Neoechinorhynchus pterodoridis
        - Neoechinorhynchus pungitius
        - Neoechinorhynchus qatarensis
        - Neoechinorhynchus quinghaiensis
        - Neoechinorhynchus rigidus
        - Neoechinorhynchus robertbaueri
        - Neoechinorhynchus roonwali
        - Neoechinorhynchus roseum
        - Neoechinorhynchus rostratus
        - Neoechinorhynchus rutili
        - Neoechinorhynchus saginatus
        - Neoechinorhynchus salmonis
        - Neoechinorhynchus saurogobi
        - Neoechinorhynchus schmidti
        - Neoechinorhynchus simansularis
        - Neoechinorhynchus sootai
        - Neoechinorhynchus spiramuscularis
        - Neoechinorhynchus strigosus
        - Neoechinorhynchus stunkardi
        - Neoechinorhynchus tenellus
        - Neoechinorhynchus topseyi
        - Neoechinorhynchus tsintaoense
        - Neoechinorhynchus tumidus
        - Neoechinorhynchus tylosuri
        - Neoechinorhynchus venustus
        - Neoechinorhynchus veropesoi
        - Neoechinorhynchus villoldoi
        - Neoechinorhynchus violentus
        - Neoechinorhynchus wuyiensis
        - Neoechinorhynchus yalei
        - Neoechinorhynchus yamagutii
        - Neoechinorhynchus zabensis
        - Neoechinorhynchus zacconis

      - Octospinifer
        - Octospinifer macilentus
        - Octospinifer rohitaii
        - Octospinifer torosus
        - Octospinifer variabilis

      - Octospiniferoides
        - Octospiniferoides australis
        - Octospiniferoides chandleri
        - Octospiniferoides incognita

      - Pandosentis
        - Pandosentis iracundus
        - Pandosentis napoensis

      - Paraechinorhynchus
        - Paraechinorhynchus kalriai

      - Paulisentis
        - Paulisentis fractus
        - Paulisentis missouriensis

      - Tanaorhamphus
        - Tanaorhamphus longirostris

      - Wolffhugelia
        - Wolffhugelia matercula

      - Zeylonechinorhynchus
        - Zeylonechinorhynchus longinuchalis

    - Tenuisentidae
      - Paratenuisentis
        - Paratenuisentis ambiguus

      - Tenuisentis
        - Tenuisentis niloticus
- Palaeacanthocephala
  - Echinorhynchida
    - Arhythmacanthidae
      - Acanthocephaloides
        - Acanthocephaloides claviformis
        - Acanthocephaloides cyrusi
        - Acanthocephaloides delamuri
        - Acanthocephaloides distinctus
        - Acanthocephaloides geneticus
        - Acanthocephaloides ichiharai
        - Acanthocephaloides irregularis
        - Acanthocephaloides neobythitis
        - Acanthocephaloides nicoli
        - Acanthocephaloides plagiusae
        - Acanthocephaloides propinquus
        - Acanthocephaloides rhinoplagusiae
        - Acanthocephaloides spinicaudatus

      - Bolborhynchoides
        - Bolborhynchoides exiguus

      - Breizacanthus
        - Breizacanthus aznari
        - Breizacanthus chabaudi
        - Breizacanthus golvani
        - Breizacanthus irenae
        - Breizacanthus ligur

      - Euzetacanthus
        - Euzetacanthus chorinemusi
        - Euzetacanthus golvani
        - Euzetacanthus simplex

      - Heterosentis
        - Heterosentis brasiliensis
        - Heterosentis fusiformis
        - Heterosentis heteracanthus
        - Heterosentis hirsutus
        - Heterosentis holospinus
        - Heterosentis martini
        - Heterosentis mongcai
        - Heterosentis mysturi
        - Heterosentis overstreeti
        - Heterosentis paraplagusiarum
        - Heterosentis plotosi
        - Heterosentis septacanthus
        - Heterosentis thapari
        - Heterosentis zdzitowieckii

      - Hypoechinorhynchus
        - Hypoechinorhynchus alaeopis
        - Hypoechinorhynchus golvani
        - Hypoechinorhynchus magellanicus
        - Hypoechinorhynchus robustus
        - Hypoechinorhynchus thermaceri

      - Paracanthocephaloides
        - Paracanthocephaloides caballeroi
        - Paracanthocephaloides chabanaudi
        - Paracanthocephaloides incrassatus
        - Paracanthocephaloides tripathii

      - Solearhynchus
        - Solearhynchus kostylewi
        - Solearhynchus soleae

      - Spiracanthus
        - Spiracanthus bovichthys

    - Cavisomidae
      - Caballerorhynchus
        - Caballerorhynchus lamothei

      - Cavisoma
        - Cavisoma magnum

      - Echinorhynchoides
        - Echinorhynchoides dogieli

      - Femogibbosus
        - Femogibbosus assi

      - Filisoma
        - Filisoma acanthocybii
        - Filisoma atropi
        - Filisoma bucerium
        - Filisoma fidum
        - Filisoma filiformis
        - Filisoma indicum
        - Filisoma inglisi
        - Filisoma longcementglandatus
        - Filisoma micracanthi
        - Filisoma oplegnathi
        - Filisoma rizalinum
        - Filisoma scatophagusi

      - Megapriapus
        - Megapriapus ungriai

      - Neorhadinorhynchus
        - Neorhadinorhynchus aspinosus
        - Neorhadinorhynchus atlanticus
        - Neorhadinorhynchus atypicalis
        - Neorhadinorhynchus macrospinosus
        - Neorhadinorhynchus madagascariensis
        - Neorhadinorhynchus myctophumi
        - Neorhadinorhynchus nudus

      - Paracavisoma
        - Paracavisoma impudica

      - Pseudocavisoma
        - Pseudocavisoma chromitidis

      - Rhadinorhynchoides
        - Rhadinorhynchoides miyagawai

    - Diplosentidae
      - Allorhadinorhynchus
        - Allorhadinorhynchus segmentatum

      - Amapacanthus
        - Amapacanthus amazonicus

      - Diplosentis
        - Diplosentis amphacanthi
        - Diplosentis manteri

      - Pararhadinorhynchus
        - Pararhadinorhynchus coorongensis
        - Pararhadinorhynchus mugilis
        - Pararhadinorhynchus upenei

    - Echinorhynchidae
      - Circinatechinorhynchus
        - Circinatechinorhynchus pseudorhombi

      - Acanthocephalus
        - Acanthocephalus acutispinus
        - Acanthocephalus acutulus
        - Acanthocephalus alabamensis
        - Acanthocephalus anguillae
        - Acanthocephalus anthuris
        - Acanthocephalus balkanicus
        - Acanthocephalus breviprostatus
        - Acanthocephalus bufonis
        - Acanthocephalus clavula
        - Acanthocephalus correalimai
        - Acanthocephalus criniae
        - Acanthocephalus curtus
        - Acanthocephalus dirus
        - Acanthocephalus domerguei
        - Acanthocephalus echigoensis
        - Acanthocephalus elongatus
        - Acanthocephalus falcatus
        - Acanthocephalus fluviatilis
        - Acanthocephalus galaxii
        - Acanthocephalus goaensis
        - Acanthocephalus gotoi
        - Acanthocephalus graciliacanthus
        - Acanthocephalus haranti
        - Acanthocephalus hastae
        - Acanthocephalus japonicus
        - Acanthocephalus kaskmirensis
        - Acanthocephalus kubulensis
        - Acanthocephalus lucidus
        - Acanthocephalus lucii
        - Acanthocephalus lutzi
        - Acanthocephalus madagascariensis
        - Acanthocephalus minor
        - Acanthocephalus nanus
        - Acanthocephalus opsariichthydis
        - Acanthocephalus parallelcementglandatus
        - Acanthocephalus parallelotestis
        - Acanthocephalus paronai
        - Acanthocephalus pesteri
        - Acanthocephalus ranae
        - Acanthocephalus rauschi
        - Acanthocephalus reunionensis
        - Acanthocephalus sameguiensis
        - Acanthocephalus serendibensis
        - Acanthocephalus srilankensis
        - Acanthocephalus tahleguahensis
        - Acanthocephalus tenuirostris
        - Acanthocephalus tigrinae
        - Acanthocephalus tumescens

      - Brasacanthus
        - Brasacanthus sphoeroides

      - Echinorhynchus
        - Echinorhynchus abyssicola
        - Echinorhynchus acanthotrias
        - Echinorhynchus alcedinis
        - Echinorhynchus armoricanus
        - Echinorhynchus astacifluviatilis
        - Echinorhynchus attenuatus
        - Echinorhynchus baeri
        - Echinorhynchus bipennis
        - Echinorhynchus blenni
        - Echinorhynchus briconi
        - Echinorhynchus calloti
        - Echinorhynchus canyonensis
        - Echinorhynchus cestodicola
        - Echinorhynchus chierchiae
        - Echinorhynchus cinctulus
        - Echinorhynchus corrugatus
        - Echinorhynchus cotti
        - Echinorhynchus cryophilus
        - Echinorhynchus debenhami
        - Echinorhynchus dendrocopi
        - Echinorhynchus diffuens
        - Echinorhynchus dissimilis
        - Echinorhynchus eperlani
        - Echinorhynchus gadi
        - Echinorhynchus galbulae
        - Echinorhynchus garzae
        - Echinorhynchus gazae
        - Echinorhynchus gomesi
        - Echinorhynchus gracilis
        - Echinorhynchus gymnocyprii
        - Echinorhynchus hexacanthus
        - Echinorhynchus hexagrammi
        - Echinorhynchus inflexus
        - Echinorhynchus jucundus
        - Echinorhynchus kushiroensis
        - Echinorhynchus labri
        - Echinorhynchus lageniformis
        - Echinorhynchus lateralis
        - Echinorhynchus laurentianus
        - Echinorhynchus leidyi
        - Echinorhynchus lendix
        - Echinorhynchus lenoki
        - Echinorhynchus lotellae
        - Echinorhynchus melanoglaeae
        - Echinorhynchus monticelli
        - Echinorhynchus nardoi
        - Echinorhynchus nitzschi
        - Echinorhynchus oblitus
        - Echinorhynchus orestiae
        - Echinorhynchus orientalis
        - Echinorhynchus paranensis
        - Echinorhynchus parasiluri
        - Echinorhynchus pardi
        - Echinorhynchus pari
        - Echinorhynchus peleci
        - Echinorhynchus platessae
        - Echinorhynchus platessoides
        - Echinorhynchus pleuronectis
        - Echinorhynchus pleuronectisplatessoides
        - Echinorhynchus praetextus
        - Echinorhynchus pupa
        - Echinorhynchus rhenanus
        - Echinorhynchus rhytidodes
        - Echinorhynchus robustus
        - Echinorhynchus salmonis
        - Echinorhynchus salobrensis
        - Echinorhynchus sciaenae
        - Echinorhynchus scopis
        - Echinorhynchus scorpaenae
        - Echinorhynchus serpentulus
        - Echinorhynchus sipunculus
        - Echinorhynchus solitarium
        - Echinorhynchus stridulae
        - Echinorhynchus strigis
        - Echinorhynchus taeniaeforme
        - Echinorhynchus tardae
        - Echinorhynchus tenuicollis
        - Echinorhynchus truttae
        - Echinorhynchus urniger
        - Echinorhynchus yamagutii
        - Echinorhynchus zanclorhynchi

      - Frilloechinorhynchus
        - Frilloechinorhynchus meyeri

      - Solearhynchus
        - Solearhynchus kostylewi
        - Solearhynchus rhytidotes
        - Solearhynchus soleae

      - Neoacanthocephaloides
        - Neoacanthocephaloides neobythitis
        - Neoacanthocephaloides spinicaudatus

      - Pseudoacanthocephalus
        - Pseudoacanthocephalus goodmani
        - Pseudoacanthocephalus lutzi
        - Pseudoacanthocephalus nickoli
        - Pseudoacanthocephalus smalesi

    - Fessisentidae
      - Fessisentis
        - Fessisentis acutulus
        - Fessisentis fessus
        - Fessisentis friedi
        - Fessisentis necturorum
        - Fessisentis tichiganensis
        - Fessisentis vancleavei

    - Gymnorhadinorhynchidae
      - Australorhynchus
        - Australorhynchus tetramorphacanthus

      - Cathayacanthus
        - Cathayacanthus bagarii
        - Cathayacanthus exilis
        - Cathayacanthus spinitruncatus

      - Cleaveius
        - Cleaveius circumspinifer
        - Cleaveius clupei
        - Cleaveius fotedari
        - Cleaveius inglisi
        - Cleaveius leiognathi
        - Cleaveius longirostris
        - Cleaveius mysti
        - Cleaveius portblairensis
        - Cleaveius prashadi
        - Cleaveius puriensis
        - Cleaveius secundus
        - Cleaveius singhai
        - Cleaveius thapari

      - Edmondsacanthus
        - Edmondsacanthus blairi

      - Golvanacanthus
        - Golvanacanthus blennii

      - Gorgorhynchus
        - Gorgorhynchus celebesensis
        - Gorgorhynchus clavatus
        - Gorgorhynchus lepidus
        - Gorgorhynchus medius
        - Gorgorhynchus nemipteri
        - Gorgorhynchus occultus
        - Gorgorhynchus ophiocephali
        - Gorgorhynchus polymixiae
        - Gorgorhynchus robertdollfusi
        - Gorgorhynchus satoi
        - Gorgorhynchus tonkinensis
        - Gorgorhynchus trachinotus

      - Leptorhynchoides
        - Leptorhynchoides acanthidion
        - Leptorhynchoides aphredoderi
        - Leptorhynchoides apoglyphicus
        - Leptorhynchoides atlanteus
        - Leptorhynchoides macrorchis
        - Leptorhynchoides nebularosis
        - Leptorhynchoides plagicephalus
        - Leptorhynchoides polycristatus
        - Leptorhynchoides seminolus
        - Leptorhynchoides thecatus

      - Megistacantha
        - Megistacantha horridum
        - Megistacantha sanghaensis

      - Metacanthocephaloides
        - Metacanthocephaloides zebrini

      - Metacanthocephalus
        - Metacanthocephalus campbelli
        - Metacanthocephalus dalmori
        - Metacanthocephalus johnstoni
        - Metacanthocephalus ovicephalus
        - Metacanthocephalus pleuronichthydis
        - Metacanthocephalus rennicki

      - Micracanthorhynchina
        - Micracanthorhynchina atherinomori
        - Micracanthorhynchina chandrai
        - Micracanthorhynchina cynoglossi
        - Micracanthorhynchina dakusuiensis
        - Micracanthorhynchina golvani
        - Micracanthorhynchina hemiculturus
        - Micracanthorhynchina hemirhamphi
        - Micracanthorhynchina indica
        - Micracanthorhynchina kuwaitensis
        - Micracanthorhynchina lateolabracis
        - Micracanthorhynchina motomurai
        - Micracanthorhynchina segmentata

      - Paracanthorhynchus
        - Paracanthorhynchus galaxiasus

      - Paragorgorhynchus
        - Paragorgorhynchus albertianus
        - Paragorgorhynchus chariensis

      - Pseudauchen
        - Pseudauchen epinepheli

      - Pseudogorgorhynchus
        - Pseudogorgorhynchus arii

      - Pseudoleptorhynchoides
        - Pseudoleptorhynchoides lamothei

      - Raorhynchus
        - Raorhynchus cadenati
        - Raorhynchus guptai
        - Raorhynchus inexspectatus
        - Raorhynchus megalaspisi
        - Raorhynchus mayeri
        - Raorhynchus polynemi
        - Raorhynchus schmidti
        - Raorhynchus terebra
        - Raorhynchus thapari

      - Rhadinorhynchus
        - Rhadinorhynchus africanus
        - Rhadinorhynchus atheri
        - Rhadinorhynchus bicircumspinis
        - Rhadinorhynchus biformis
        - Rhadinorhynchus cadenati
        - Rhadinorhynchus camerounensis
        - Rhadinorhynchus capensis
        - Rhadinorhynchus carangis
        - Rhadinorhynchus chongmingnensis
        - Rhadinorhynchus cololabis
        - Rhadinorhynchus decapteri
        - Rhadinorhynchus ditrematus
        - Rhadinorhynchus dollfusi
        - Rhadinorhynchus dorsoventrospinosus
        - Rhadinorhynchus dujardini
        - Rhadinorhynchus echeneisi
        - Rhadinorhynchus erumeii
        - Rhadinorhynchus ganapatii
        - Rhadinorhynchus hiansi
        - Rhadinorhynchus japonicus
        - Rhadinorhynchus johnstoni
        - Rhadinorhynchus keralensis
        - Rhadinorhynchus laterospinosus
        - Rhadinorhynchus lintoni
        - Rhadinorhynchus oligospinosus
        - Rhadinorhynchus mariserpentis
        - Rhadinorhynchus ornatus
        - Rhadinorhynchus pelamysi
        - Rhadinorhynchus pichelinae
        - Rhadinorhynchus plagioscionis
        - Rhadinorhynchus plotosi
        - Rhadinorhynchus polydactyli
        - Rhadinorhynchus polynemi
        - Rhadinorhynchus pomatomi
        - Rhadinorhynchus pristis
        - Rhadinorhynchus saltatrix
        - Rhadinorhynchus selkirki
        - Rhadinorhynchus seriolae
        - Rhadinorhynchus stunkardii
        - Rhadinorhynchus trachuri
        - Rhadinorhynchus trivandricus
        - Rhadinorhynchus vancleavei
        - Rhadinorhynchus zhukovi

      - Serrasentoides
        - Serrasentoides fistulariae

      - Slendrorhynchus
        - Slendrorhynchus breviclaviproboscis

    - Heteracanthocephalidae
      - Aspersentis
        - Aspersentis austrinus
        - Aspersentis dissosthychi
        - Aspersentis johni
        - Aspersentis megarhynchus
        - Aspersentis minor
        - Aspersentis peltorhamphi
        - Aspersentis zanclorhynchi

      - Bullockrhynchus
        - Bullockrhynchus indicus

      - Sachalinorhynchus
        - Sachalinorhynchus skrjabini

    - Illiosentidae
      - Brentisentis
        - Brentisentis chongqingensis
        - Brentisentis uncinus
        - Brentisentis yangtzensis

      - Dentitruncus
        - Dentitruncus truttae

      - Dollfusentis
        - Dollfusentis bravoae
        - Dollfusentis chandleri
        - Dollfusentis ctenorhynchus
        - Dollfusentis heteracanthus
        - Dollfusentis longispinus
        - Dollfusentis salgadoi

      - Goacanthus
        - Goacanthus panajiensis

      - Indorhynchus
        - Indorhynchus indicus
        - Indorhynchus pseudobargi

      - Koronacantha
        - Koronacantha mexicana
        - Koronacantha pectinaria

      - Metarhadinorhynchus
        - Metarhadinorhynchus cyprini
        - Metarhadinorhynchus echeneisi
        - Metarhadinorhynchus laterolabracis
        - Metarhadinorhynchus thapari

      - Paradentitruncus
        - Paradentitruncus longireceptaculis

      - Pseudorhadinorhynchus
        - Pseudorhadinorhynchus cinereus
        - Pseudorhadinorhynchus cochinensis
        - Pseudorhadinorhynchus deeghai
        - Pseudorhadinorhynchus dhari
        - Pseudorhadinorhynchus dussamicitatum
        - Pseudorhadinorhynchus ernakulensis
        - Pseudorhadinorhynchus guptai
        - Pseudorhadinorhynchus leuciscus
        - Pseudorhadinorhynchus longicollum
        - Pseudorhadinorhynchus machidai
        - Pseudorhadinorhynchus markewitschi
        - Pseudorhadinorhynchus mujibi
        - Pseudorhadinorhynchus nandai
        - Pseudorhadinorhynchus orissai
        - Pseudorhadinorhynchus pseudaspii
        - Pseudorhadinorhynchus samegaiensis
        - Pseudorhadinorhynchus srivastavai
        - Pseudorhadinorhynchus vietnamensis

      - Tegorhynchus
        - Tegorhynchus africanus
        - Tegorhynchus brevis
        - Tegorhynchus cetratus
        - Tegorhynchus edmondsi
        - Tegorhynchus furcatus
        - Tegorhynchus holospinus
        - Tegorhynchus multacanthus

      - Telosentis
        - Telosentis australiensis
        - Telosentis exiguus
        - Telosentis lutianusi
        - Telosentis mizellei
        - Telosentis molini

    - Isthmosacanthidae
      - Isthmosacanthus
        - Isthmosacanthus fitzroyensis

    - Pomphorhynchidae
      - Longicollum
        - Longicollum alemniscus
        - Longicollum cadenati
        - Longicollum chabanaudi
        - Longicollum dattai
        - Longicollum edmondsi
        - Longicollum engraulisi
        - Longicollum indicum
        - Longicollum lutjani
        - Longicollum noellae
        - Longicollum pagrosomi
        - Longicollum psettodesai
        - Longicollum quiloni
        - Longicollum riouxi

      - Paralongicollum
        - Paralongicollum nemacheili
        - Paralongicollum sergenti

      - Pomphorhynchus
        - Pomphorhynchus bosniacus
        - Pomphorhynchus bufonis
        - Pomphorhynchus bulbocolli
        - Pomphorhynchus bullocki
        - Pomphorhynchus cylindrica
        - Pomphorhynchus dubious
        - Pomphorhynchus francoisae
        - Pomphorhynchus jammuensis
        - Pomphorhynchus kashmirensis
        - Pomphorhynchus kawi
        - Pomphorhynchus kostylewi
        - Pomphorhynchus laevis
        - Pomphorhynchus lucyi
        - Pomphorhynchus megacanthus
        - Pomphorhynchus moyanoi
        - Pomphorhynchus omarsegundoi
        - Pomphorhynchus oreini
        - Pomphorhynchus orientalis
        - Pomphorhynchus patagonicus
        - Pomphorhynchus perforator
        - Pomphorhynchus purhepechus
        - Pomphorhynchus rocci
        - Pomphorhynchus sebastichthydis
        - Pomphorhynchus sphaericus
        - Pomphorhynchus spindletruncatus
        - Pomphorhynchus tereticollis
        - Pomphorhynchus tori
        - Pomphorhynchus yamagutii
        - Pomphorhynchus yunnanensis
        - Pomphorhynchus zhoushanensis

      - Tenuiproboscis
        - Tenuiproboscis bilqeesae
        - Tenuiproboscis clupei
        - Tenuiproboscis edmondi
        - Tenuiproboscis ernakulensis
        - Tenuiproboscis guptai
        - Tenuiproboscis keralensis
        - Tenuiproboscis meyeri
        - Tenuiproboscis misgurni

    - Rhadinorhynchidae
      - Australorhynchus
        - Australorhynchus tetramorphacanthus

      - Cathayacanthus
        - Cathayacanthus bagarii
        - Cathayacanthus exilis
        - Cathayacanthus spinitruncatus

      - Cleaveius
        - Cleaveius circumspinifer
        - Cleaveius clupei
        - Cleaveius durdanae
        - Cleaveius fotedari
        - Cleaveius inglisi
        - Cleaveius leiognathi
        - Cleaveius longirostris
        - Cleaveius mysti
        - Cleaveius portblairensis
        - Cleaveius prashadi
        - Cleaveius puriensis
        - Cleaveius secundus
        - Cleaveius singhai
        - Cleaveius thapari

      - Edmondsacanthus
        - Edmondsacanthus blairi

      - Golvanacanthus
        - Golvanacanthus blennii

      - Gorgorhynchus
        - Gorgorhynchus celebesensis
        - Gorgorhynchus clavatus
        - Gorgorhynchus lepidus
        - Gorgorhynchus medius
        - Gorgorhynchus nemipteri
        - Gorgorhynchus occultus
        - Gorgorhynchus ophiocephali
        - Gorgorhynchus polymixiae
        - Gorgorhynchus robertdollfusi
        - Gorgorhynchus satoi
        - Gorgorhynchus tonkinensis
        - Gorgorhynchus trachinotus

      - Leptorhynchoides
        - Leptorhynchoides acanthidion
        - Leptorhynchoides aphredoderi
        - Leptorhynchoides apoglyphicus
        - Leptorhynchoides atlanteus
        - Leptorhynchoides macrorchis
        - Leptorhynchoides nebularosis
        - Leptorhynchoides plagicephalus
        - Leptorhynchoides polycristatus
        - Leptorhynchoides seminolus
        - Leptorhynchoides thecatus

      - Megistacantha
        - Megistacantha horridum
        - Megistacantha sanghaensis

      - Metacanthocephaloides
        - Metacanthocephaloides zebrini

      - Metacanthocephalus
        - Metacanthocephalus campbelli
        - Metacanthocephalus dalmori
        - Metacanthocephalus johnstoni
        - Metacanthocephalus ovicephalus
        - Metacanthocephalus pleuronichthydis
        - Metacanthocephalus rennicki

      - Micracanthorhynchina
        - Micracanthorhynchina atherinomori
        - Micracanthorhynchina chandrai
        - Micracanthorhynchina cynoglossi
        - Micracanthorhynchina dakusuiensis
        - Micracanthorhynchina golvani
        - Micracanthorhynchina hemiculturus
        - Micracanthorhynchina hemirhamphi
        - Micracanthorhynchina indica
        - Micracanthorhynchina kuwaitensis
        - Micracanthorhynchina lateolabracis
        - Micracanthorhynchina motomurai
        - Micracanthorhynchina segmentata

      - Paracanthorhynchus
        - Paracanthorhynchus galaxiasus

      - Paragorgorhynchus
        - Paragorgorhynchus albertianus
        - Paragorgorhynchus chariensis

      - Pseudauchen
        - Pseudauchen epinepheli

      - Pseudogorgorhynchus
        - Pseudogorgorhynchus arii

      - Pseudoleptorhynchoides
        - Pseudoleptorhynchoides lamothei

      - Raorhynchus
        - Raorhynchus cadenati
        - Raorhynchus guptai
        - Raorhynchus inexspectatus
        - Raorhynchus megalaspisi
        - Raorhynchus mayeri
        - Raorhynchus polynemi
        - Raorhynchus schmidti
        - Raorhynchus terebra
        - Raorhynchus thapari

      - Rhadinorhynchus
        - Rhadinorhynchus africanus
        - Rhadinorhynchus atheri
        - Rhadinorhynchus bicircumspinis
        - Rhadinorhynchus biformis
        - Rhadinorhynchus cadenati
        - Rhadinorhynchus camerounensis
        - Rhadinorhynchus capensis
        - Rhadinorhynchus carangis
        - Rhadinorhynchus chongmingnensis
        - Rhadinorhynchus cololabis
        - Rhadinorhynchus decapteri
        - Rhadinorhynchus ditrematus
        - Rhadinorhynchus dollfusi
        - Rhadinorhynchus dorsoventrospinosus
        - Rhadinorhynchus dujardini
        - Rhadinorhynchus echeneisi
        - Rhadinorhynchus erumeii
        - Rhadinorhynchus ganapatii
        - Rhadinorhynchus hiansi
        - Rhadinorhynchus japonicus
        - Rhadinorhynchus johnstoni
        - Rhadinorhynchus keralensis
        - Rhadinorhynchus laterospinosus
        - Rhadinorhynchus lintoni
        - Rhadinorhynchus oligospinosus
        - Rhadinorhynchus mariserpentis
        - Rhadinorhynchus ornatus
        - Rhadinorhynchus pelamysi
        - Rhadinorhynchus pichelinae
        - Rhadinorhynchus plagioscionis
        - Rhadinorhynchus plotosi
        - Rhadinorhynchus polydactyli
        - Rhadinorhynchus polynemi
        - Rhadinorhynchus pomatomi
        - Rhadinorhynchus pristis
        - Rhadinorhynchus saltatrix
        - Rhadinorhynchus selkirki
        - Rhadinorhynchus seriolae
        - Rhadinorhynchus stunkardii
        - Rhadinorhynchus trachuri
        - Rhadinorhynchus trivandricus
        - Rhadinorhynchus vancleavei
        - Rhadinorhynchus zhukovi

      - Serrasentoides
        - Serrasentoides fistulariae

      - Slendrorhynchus
        - Slendrorhynchus breviclaviproboscis

    - Sauracanthorhynchidae
      - Sauracanthorhynchus
        - Sauracanthorhynchus sphenomorphicola

    - Transvenidae
      - Paratrajectura
        - Paratrajectura longcementglandatus

      - Sclerocollum
        - Sclerocollum robustum
        - Sclerocollum rubrimaris
        - Sclerocollum saudii

      - Trajectura
        - Trajectura ikedai
        - Trajectura perinsolens

      - Transvena
        - Transvena annulospinosa

  - Heteramorphida
    - Pyrirhynchidae
      - Pyrirhynchus
        - Pyrirhynchus heterospinus

  - Polymorphida
    - Centrorhynchidae
      - Centrorhynchus
        - Centrorhynchus acanthotrias
        - Centrorhynchus albensis
        - Centrorhynchus albidus
        - Centrorhynchus aluconis
        - Centrorhynchus amini
        - Centrorhynchus amphibius
        - Centrorhynchus appendiculatus
        - Centrorhynchus asturinus
        - Centrorhynchus atheni
        - Centrorhynchus bancrofti
        - Centrorhynchus bazaleticus
        - Centrorhynchus bengalensis
        - Centrorhynchus bethaniae
        - Centrorhynchus bilqeesae
        - Centrorhynchus brama
        - Centrorhynchus brevicaudatus
        - Centrorhynchus brumpti
        - Centrorhynchus brygooi
        - Centrorhynchus bubonis
        - Centrorhynchus buckleyi
        - Centrorhynchus buteonis
        - Centrorhynchus californicus
        - Centrorhynchus chabaudi
        - Centrorhynchus clitorideus
        - Centrorhynchus conspectus
        - Centrorhynchus crotophagicola
        - Centrorhynchus dimorphocephalus
        - Centrorhynchus dipsadis
        - Centrorhynchus elongatus
        - Centrorhynchus falconis
        - Centrorhynchus fasciatus
        - Centrorhynchus fisheri
        - Centrorhynchus freundi
        - Centrorhynchus fukiensis
        - Centrorhynchus galliardi
        - Centrorhynchus gendrei
        - Centrorhynchus gibsoni
        - Centrorhynchus giganteus
        - Centrorhynchus glaucidii
        - Centrorhynchus globocaudatus
        - Centrorhynchus golvani
        - Centrorhynchus grassei
        - Centrorhynchus guira
        - Centrorhynchus guptai
        - Centrorhynchus hagiangensis
        - Centrorhynchus halcyonicola
        - Centrorhynchus hartwichi
        - Centrorhynchus horridus
        - Centrorhynchus indicus
        - Centrorhynchus insularis
        - Centrorhynchus itatsinsis
        - Centrorhynchus javanicans
        - Centrorhynchus knowlesi
        - Centrorhynchus kuntzi
        - Centrorhynchus latai
        - Centrorhynchus leptorhynchus
        - Centrorhynchus longicephalus
        - Centrorhynchus lucknowensis
        - Centrorhynchus mabuiae
        - Centrorhynchus macrorchis
        - Centrorhynchus madagascariensis
        - Centrorhynchus magnus
        - Centrorhynchus mariauxi
        - Centrorhynchus merulae
        - Centrorhynchus microcephalus
        - Centrorhynchus migrans
        - Centrorhynchus milvus
        - Centrorhynchus mysentri
        - Centrorhynchus nahuelhuapensis
        - Centrorhynchus narcissae
        - Centrorhynchus nicaraguensis
        - Centrorhynchus nickoli
        - Centrorhynchus ninni
        - Centrorhynchus owli
        - Centrorhynchus paramaryasis
        - Centrorhynchus petrochenkoi
        - Centrorhynchus polemaeti
        - Centrorhynchus ptyasus
        - Centrorhynchus pycnonoti
        - Centrorhynchus renardi
        - Centrorhynchus robustus
        - Centrorhynchus sharmai
        - Centrorhynchus sholapurensis
        - Centrorhynchus sikkimensis
        - Centrorhynchus simplex
        - Centrorhynchus sindhensis
        - Centrorhynchus sinicus
        - Centrorhynchus smyrnensis
        - Centrorhynchus spilornae
        - Centrorhynchus spinosus
        - Centrorhynchus tumidulus
        - Centrorhynchus tyotensis
        - Centrorhynchus undulatus

      - Neolacunisoma
        - Neolacunisoma geraldschmidti

      - Sphaerirostris
        - Sphaerirostris areolatus
        - Sphaerirostris batrachus
        - Sphaerirostris bipartitus
        - Sphaerirostris cinctus
        - Sphaerirostris corvi
        - Sphaerirostris dollfusi
        - Sphaerirostris embae
        - Sphaerirostris erraticus
        - Sphaerirostris globuli
        - Sphaerirostris lancea
        - Sphaerirostris lanceoides
        - Sphaerirostris leguminosus
        - Sphaerirostris lesiniformis
        - Sphaerirostris maryasis
        - Sphaerirostris opimus
        - Sphaerirostris physocoracis
        - Sphaerirostris picae
        - Sphaerirostris pinguis
        - Sphaerirostris reptans
        - Sphaerirostris robustus
        - Sphaerirostris saxicoloides
        - Sphaerirostris scanensis
        - Sphaerirostris serpenticola
        - Sphaerirostris skrjabini
        - Sphaerirostris tenuicaudatus
        - Sphaerirostris turdi
        - Sphaerirostris wertheimae

    - Isthomosacanthidae
      - Golvanorhynchus
        - Golvanorhynchus golvani

      - Gorgorhynchoides
        - Gorgorhynchoides bullocki
        - Gorgorhynchoides cablei
        - Gorgorhynchoides cribbi
        - Gorgorhynchoides elongatus
        - Gorgorhynchoides epinepheli
        - Gorgorhynchoides gnathanodontos
        - Gorgorhynchoides golvani
        - Gorgorhynchoides indicus
        - Gorgorhynchoides lintoni
        - Gorgorhynchoides orientalis
        - Gorgorhynchoides queenslandensis
        - Gorgorhynchoides valiyathurae

      - Serrasentis
        - Serrasentis engraulisi
        - Serrasentis fotedari
        - Serrasentis golvani
        - Serrasentis lamelliger
        - Serrasentis manazo
        - Serrasentis mujibi
        - Serrasentis nadakali
        - Serrasentis niger
        - Serrasentis psenesi
        - Serrasentis sagittifer
        - Serrasentis sauridae
        - Serrasentis sciaenus
        - Serrasentis sidaroszakaio

    - Plagiorhynchidae
      - Lueheia
        - Lueheia adlueheia
        - Lueheia cajabambensis
        - Lueheia inscripta
        - Lueheia karachiensis
        - Lueheia lueheia

      - Oligoterorhynchus
        - Oligoterorhynchus campylurus

      - Owilfordia
        - Owilfordia olseni
        - Owilfordia schmidti
        - Owilfordia teliger

      - Paralueheia
        - Paralueheia guptai

      - Plagiorhynchus
        - Plagiorhynchus allisonae
        - Plagiorhynchus angrensis
        - Plagiorhynchus asturi
        - Plagiorhynchus asymmetricus
        - Plagiorhynchus aznari
        - Plagiorhynchus bullocki
        - Plagiorhynchus charadrii
        - Plagiorhynchus charadriicola
        - Plagiorhynchus cossyphicola
        - Plagiorhynchus crassicollis
        - Plagiorhynchus cylindraceus
        - Plagiorhynchus deysarkari
        - Plagiorhynchus digiticephalus
        - Plagiorhynchus freitasi
        - Plagiorhynchus gallinagi
        - Plagiorhynchus genitopapillatus
        - Plagiorhynchus golvani
        - Plagiorhynchus gracilis
        - Plagiorhynchus karachiensis
        - Plagiorhynchus kuntzi
        - Plagiorhynchus lemnisalis
        - Plagiorhynchus limnobaeni
        - Plagiorhynchus linearis
        - Plagiorhynchus longirostris
        - Plagiorhynchus luehei
        - Plagiorhynchus malayensis
        - Plagiorhynchus megareceptaclis
        - Plagiorhynchus menurae
        - Plagiorhynchus nicobarensis
        - Plagiorhynchus odhneri
        - Plagiorhynchus ogatai
        - Plagiorhynchus paulus
        - Plagiorhynchus pigmentatus
        - Plagiorhynchus pittarum
        - Plagiorhynchus ponticus
        - Plagiorhynchus rectus
        - Plagiorhynchus reticulatus
        - Plagiorhynchus rheae
        - Plagiorhynchus rosai
        - Plagiorhynchus rossicus
        - Plagiorhynchus rostratus
        - Plagiorhynchus russelli
        - Plagiorhynchus schmidti
        - Plagiorhynchus scolopacidis
        - Plagiorhynchus totani
        - Plagiorhynchus transversus
        - Plagiorhynchus urichi
        - Plagiorhynchus varispinus

      - Porochis
        - Porrorchis aruensis
        - Porrorchis bazae
        - Porrorchis brevicanthus
        - Porrorchis centropi
        - Porrorchis centropusi
        - Porrorchis chauhani
        - Porrorchis crocidurai
        - Porrorchis elongatus
        - Porrorchis heckmanni
        - Porrorchis herpistis
        - Porrorchis houdemeri
        - Porrorchis hydromuris
        - Porrorchis hylae
        - Porrorchis indicus
        - Porrorchis jonesae
        - Porrorchis keralensis
        - Porrorchis kinsellai
        - Porrorchis leibyi
        - Porrorchis maxvachoni
        - Porrorchis nickoli
        - Porrorchis oti
        - Porrorchis rotundatus
        - Porrorchis tyto

      - Pseudogordiorhynchus
        - Pseudogordiorhynchus antonmeyeri

      - Pseudolueheia
        - Pseudolueheia arunachalensis
        - Pseudolueheia boreotis
        - Pseudolueheia korathai
        - Pseudolueheia pittae
        - Pseudolueheia tongsoni

      - Sphaerechinorhynchus
        - Sphaerechinorhynchus macropisthospinus
        - Sphaerechinorhynchus maximesospinus
        - Sphaerechinorhynchus ophiograndis
        - Sphaerechinorhynchus rotundocapitatus
        - Sphaerechinorhynchus serpenticola

    - Pyriprobosicidae
      - Pyriproboscis
        - Pyriproboscis heronensis

    - Polymorphidae
      - Andracantha
        - Andracantha baylisi
        - Andracantha clavata

      - Andracantha
        - Andracantha gravida
        - Andracantha mergi
        - Andracantha phalacrocoracis
        - Andracantha tandemtesticulata
        - Andracantha tunitae

      - Ardeirhynchus
        - Ardeirhynchus spiralis

      - Arhythmorhynchus
        - Arhythmorhynchus capellae
        - Arhythmorhynchus comptus
        - Arhythmorhynchus distinctus
        - Arhythmorhynchus eroliae
        - Arhythmorhynchus frassoni
        - Arhythmorhynchus frontospinosus
        - Arhythmorhynchus jeffreyi
        - Arhythmorhynchus johnstoni
        - Arhythmorhynchus limosae
        - Arhythmorhynchus petrochenkoi
        - Arhythmorhynchus plicatus
        - Arhythmorhynchus pumiliorostris
        - Arhythmorhynchus rubicundus
        - Arhythmorhynchus siluricola
        - Arhythmorhynchus suecicus
        - Arhythmorhynchus teres
        - Arhythmorhynchus tigrinus
        - Arhythmorhynchus trichocephalus
        - Arhythmorhynchus tringi
        - Arhythmorhynchus turbidus
        - Arhythmorhynchus uncinatus
        - Arhythmorhynchus villoti
        - Arhythmorhynchus xeni

      - Bolbosoma
        - Bolbosoma australis
        - Bolbosoma balaenae
        - Bolbosoma brevicolle
        - Bolbosoma caenoforme
        - Bolbosoma capitatum
        - Bolbosoma hamiltoni
        - Bolbosoma heteracanthis
        - Bolbosoma nipponicum
        - Bolbosoma scomberomori
        - Bolbosoma tuberculata
        - Bolbosoma turbinella
        - Bolbosoma vasculosum

      - Corynosoma
        - Corynosoma alaskense
        - Corynosoma australe
        - Corynosoma beaglense
        - Corynosoma bullosum
        - Corynosoma cameroni
        - Corynosoma capsicum
        - Corynosoma cetaceum
        - Corynosoma curilense
        - Corynosoma enhydri
        - Corynosoma eperlani
        - Corynosoma erignathi
        - Corynosoma evae
        - Corynosoma falcatum
        - Corynosoma gibsoni
        - Corynosoma hadweni
        - Corynosoma hamanni
        - Corynosoma hannae
        - Corynosoma longilemniscatus
        - Corynosoma macrosomum
        - Corynosoma magdaleni
        - Corynosoma mandarinca
        - Corynosoma obtuscens
        - Corynosoma osmeri
        - Corynosoma otariae
        - Corynosoma pseudohamanni
        - Corynosoma pyriforme
        - Corynosoma rauschi
        - Corynosoma reductum
        - Corynosoma semerme
        - Corynosoma septentrionale
        - Corynosoma seropedicus
        - Corynosoma shackletoni
        - Corynosoma simile
        - Corynosoma stanleyi
        - Corynosoma strumosum
        - Corynosoma sudsuche
        - Corynosoma validum
        - Corynosoma ventronudum
        - Corynosoma villosum
        - Corynosoma wegeneri

      - Diplospinifer
        - Diplospinifer serpenticola

      - Filicollis
        - Filicollis anatis
        - Filicollis trophimenkoi

      - Ibirhynchus
        - Ibirhynchus dimorpha

      - Neoandracantha
        - Neoandracantha peruensis

      - Polymorphus
        - Polymorphus actuganensis
        - Polymorphus acutis
        - Polymorphus arctocephali
        - Polymorphus ariusis
        - Polymorphus biziurae
        - Polymorphus boschadis
        - Polymorphus brevis
        - Polymorphus chongqingensis
        - Polymorphus cincli
        - Polymorphus contortus
        - Polymorphus corynoides
        - Polymorphus corynosoma
        - Polymorphus crassus
        - Polymorphus cucullatus
        - Polymorphus diploinflatus
        - Polymorphus fatimaae
        - Polymorphus fulicai
        - Polymorphus gavii
        - Polymorphus inermis
        - Polymorphus karachiensis
        - Polymorphus kostylewi
        - Polymorphus magnus
        - Polymorphus marchii
        - Polymorphus marilis
        - Polymorphus mathevossianae
        - Polymorphus meyeri
        - Polymorphus miniatus
        - Polymorphus minutus
        - Polymorphus mohiuddini
        - Polymorphus mutabilis
        - Polymorphus nickoli
        - Polymorphus obtusus
        - Polymorphus paradoxus
        - Polymorphus paucihamatus
        - Polymorphus phippsi
        - Polymorphus piriformis
        - Polymorphus pupa
        - Polymorphus sichuanensis
        - Polymorphus sindensis
        - Polymorphus spindlatus
        - Polymorphus striatus
        - Polymorphus strumosoides
        - Polymorphus swartzi Schmidt,
        - Polymorphus trochus

      - Profilicollis
        - Profilicollis altmani
        - Profilicollis antarcticus
        - Profilicollis arcticus
        - Profilicollis botulus
        - Profilicollis chasmagnathi
        - Profilicollis formosus
        - Profilicollis major
        - Profilicollis novaezelandensis
        - Profilicollis sphaerocephalus

      - Pseudocorynosoma
        - Pseudocorynosoma anatarium
        - Pseudocorynosoma constrictum
        - Pseudocorynosoma enrietti
        - Pseudocorynosoma iheringi
        - Pseudocorynosoma peposacae
        - Pseudocorynosoma tepehuanesi

      - Southwellina
        - Southwellina hispida
        - Southwellina macracanthus
        - Southwellina sacra

      - Tenuisoma
        - Tenuisoma tarapungi
- Polyacanthocephala
  - Polyacanthorhynchida
    - Polyacanthorhynchidae
      - Polyacanthorhynchus
        - Polyacanthorhynchus caballeroi
        - Polyacanthorhynchus echiyensis
        - Polyacanthorhynchus kenyensis
        - Polyacanthorhynchus macrorhynchus
        - Polyacanthorhynchus nigerianus
        - Polyacanthorhynchus rhopalorhynchus